# Bjurtjärnen (Brattfors socken, Värmland)
Bjurtjärnen är en sjö i Filipstads kommun i Värmland och ingår i Göta älvs huvudavrinningsområde. Bjurtjärnen ligger i Brattforsheden Natura 2000-område.